# Elizabeth Komikie Gumede
Elizabeth Komikie Gumede (28. Oktober 1921 in Christiana – 1. August 2016 in Soweto), geborene Elizabeth Ndlovu. war eine südafrikanische Kämpferin gegen das dortige Apartheidsregime und aktives Mitglied der Azanian People’s Liberation Army (APLA). Sie war lange Zeit als politische Gefangene in unterschiedlichen Haftanstalten Südafrikas und wurde dort massiv gefoltert.

## Leben und Wirken
Gemeinsam mit John Ganya und Nabboth Ntshuntsha leitete Elizabeth Komikie Gumede eine Untergrundeinheit des von 1960 bis 1990 verbotenen Pan Africanist Congress, die Kämpfer für die APLA anwarb, Trainings für diese in Nachbarländern organisierte und ihnen bei Missionen in Südafrika Unterschlupf bot.
1978 wurde Elizabeth Komikie Gumede aufgrund ihrer politischen Tätigkeiten festgenommen und nach dem Suppression of Communism Act  zu einer fünfjährigen Haftstrafe verurteilt. Sie wurde dabei mehrfach von einem Gefängnis zum anderen verlegt, gefoltert und über Jahre hinweg in Einzelhaft gehalten. In ihrer Haftzeit in Kroonstad traf sie allerdings auch andere prominente politische Gefangene, wie Thandi Modise und Winnie Mandela.  Es war offensichtlich ein Ziel der Polizei, Elizabeth Komikie Gumede durch die Misshandlungen und Folterungen zum Verrat von wichtigen Informationen über die APLA zu bringen. Insbesondere interessierte sich die Polizei für den Aufenthaltsort anderer Mitglieder der APLA, darunter auch der Sohn von Elizabeth Komikie Gumede. Ihre linke Hand war als Folge der Folterungen gelähmt. Sie gilt laut dem International Defence and Aid Fund for Southern Africa als die weibliche politische Gefangene Südafrikas aus dieser Zeit, die die schwersten Folterungen und Misshandlungen erlitt.
Im April 2006 ehrte die südafrikanische Regierung sie mit dem National Order of Mendi in Bronze für ihre Tapferkeit angesichts eines Unrechtsregimes.